# Le Pécheur de Tolède
Le Pécheur de Tolède,  (en russe : Grechnik iz Toledo), sous-titré traduit de l’espagnol, est une nouvelle d’Anton Tchekhov, parue en 1881.

## Historique
Le Pécheur de Tolède est initialement publiée dans la revue russe Le Spectateur, no 25 et no 26 du 23 décembre 1881, sous le pseudonyme Antocha Tch. 
La nouvelle, sous couvert d’une courte histoire, est une critique de l’Inquisition espagnole.

## Résumé
Maria est recherchée pour sorcellerie par l’évêque de Barcelone. En effet, deux jours après son mariage avec Spalanzo, un marin, elle avait croisé dans la rue un moine qui avait vu en elle une sorcière à cause de ses cheveux noirs.
Son mari avait été convoqué par les inquisiteurs : « ta femme est une sorcière ». Désespéré, il l’avait caché dans son bateau. Un mois, deux mois, trois mois ont passé, mais l’accusation tient toujours.
Spalanzo, qui a eu une jeunesse mouvementée, voit dans l’absolution promise par l’évêque contre la sorcière morte ou vive un moyen de se faire pardonner ses fautes passées. Il empoisonne sa femme, livre son cadavre à l’évêque et reçoit un livre sur le satanisme en récompense.

## Édition française
- Le Pécheur de Tolède, traduit par Madeleine Durand avec la collaboration d’E. Lotar, Vladimir Pozner et André Radiguet, dans le volume Premières nouvelles, Paris, 10/18, coll. « Domaine étranger » no 3719, 2004  (ISBN 2-264-03973-6)